# Everybody's rockin'
Everybody's rockin' is het dertiende studioalbum van singer-songwriter Neil Young. Het album is opgenomen met The Shocking Pinks, een band speciaal samengesteld voor dit album en werd uitgebracht op 1 augustus 1983. Op het album staan zowel originele nummers als covers. Met 25 minuten is het Neil Youngs kortste album. Typerend voor zijn jaren 80-periode is dat Everybody's rockin afwijkt van zowel voorganger Trans uit 1982 (rock vermengd met elektronica) als van opvolger Old ways uit 1985 (country).

## Achtergrond
Oorspronkelijk wilde Young in 1983 een countryalbum (Old Ways) uitbrengen dat hij de voorgaande herfst had opgenomen. Platenmaatschappij Geffen was echter nog niet bijgekomen van het artistiek en commercieel geflopte Trans, en eiste "een rock & rollplaat". Young gaf gehoor aan dit verzoek en dook de studio in om een album op te nemen in de stijl van de rock & roll uit de jaren vijftig, inclusief geluidseffecten en achtergrondkoortjes. Van de eigen nummers dateert Wonderin' ongeveer uit de periode na After the gold rush; het werd nog gespeeld bij het Woodstock-concert in 1969 met Crosby, Stills & Nash en bij akoestische solo-optredens in 1970. Wonderin en Cry, Cry, Cry verschenen op single, maar de bijbehorende videoclips waren nauwelijks te zien op MTV. Net als bij Trans ontving Everybody's rockin matige reacties en werd het gepromoot met een niet-uitverkochte tournee.
Volgens Young was Everybody's rockin bedoeld als conceptalbum met twee extra nummers die de Shocking Pinks "meer diepgang" hadden moeten geven. Uit woede annuleerde Geffen de opnamesessies waardoor Young het album niet kon afmaken en het moest afgeven zoals het uiteindelijk werd uitgebracht. De bewuste nummers, Get Gone en Don't Take Your Love Away From Me, kwamen tien jaar later op de verzamelaar Lucky thirteen terecht, zij het in liveuitvoeringen.    
In 1995 vertelde Neil Young dat hij een oppervlakkige plaat had gemaakt om af te rekenen met verwachtingen die hij in het verleden had geschapen en zodoende zich verder te ontwikkelen. 

## Ontvangst
Everybody's rockin ontving vooral negatieve recensies. Robert Christgau schreef in het blad The Village Voice: "De covers zijn overbodig, of erger, net als alle eigen nummers; op twee na". New Musical Express voegde daaraan toe; "In ieder geval is Neil Young niet voor de verleiding gezwicht om weer met Crosby, Stills & Nash te gaan spelen, maar deze rockabilly-pastiche is niet veel beter." Zelf vergeleek Young het album met Tonight's the Night dat in 1975 nog wel lovend onthaald werd, maar tegelijkertijd was hij er zich van bewust dat de pers niet helemaal ongelijk had.
In 2006 werd Everybody's rockin door het Britse maandblad Q uitgeroepen tot een van de vijftig slechtste albums aller tijden.

## Tracklist
Alle muziek en teksten zijn geschreven door Neil Young, tenzij anders aangegeven. 
| Nr. | Titel                                               | Duur |
| --- | --------------------------------------------------- | ---- |
| 1.  | Betty Lou's got a new pair of shoes (Bobby Freeman) | 3:02 |
| 2.  | Rainin' in my heart (Slim Harpo, Jerry West)        | 2:11 |
| 3.  | Payola blues (Ben Keith, Young)                     | 3:09 |
| 4.  | Wonderin'                                           | 2:59 |
| 5.  | Kinda fonda Wanda (Tim Drummond, Young)             | 1:51 |

| Nr. | Titel                                       | Duur |
| --- | ------------------------------------------- | ---- |
| 6.  | Jellyroll man                               | 2:00 |
| 7.  | Bright lights, big city (Jimmy Reed)        | 2:18 |
| 8.  | Cry, cry, cry                               | 2:39 |
| 9.  | Mystery train (Junior Parker, Sam Phillips) | 2:47 |
| 10. | Everybody's rockin'                         | 1:57 |

## Bezetting
- Neil Young - zang, piano, gitaar, mondharmonica
- The Shocking Pinks
Larry Byrom - piano, achtergrondzang
Anthony Crawford - achtergrondzang
Tim Drummond - contrabas
Karl Himmel - kleine trom
Ben Keith - altsaxofoon, gitaar
Rick Palombi - achtergrondzang